# Durango (Espanha)
Durango é um município da Espanha na província da Biscaia, comunidade autónoma do País Basco, com 10,9 km² de área. Em 2021 tinha 29 935 habitantes (densidade: 2 746,3 hab./km²).

## Demografia
| Variação demográfica do município entre 1991 e 2004 | Variação demográfica do município entre 1991 e 2004 | Variação demográfica do município entre 1991 e 2004 | Variação demográfica do município entre 1991 e 2004 |
| --------------------------------------------------- | --------------------------------------------------- | --------------------------------------------------- | --------------------------------------------------- |
| 1991                                                | 1996                                                | 2001                                                | 2004                                                |
| 22627                                               | 23909                                               | 25003                                               | 26131                                               |